# リチャード・キール
リチャード・キール（Richard Kiel, 1939年9月13日 - 2014年9月10日）は、アメリカ合衆国の俳優。身長2m18cm、体重143kgという巨漢で、世界一巨体な俳優として知られる（ただしギネスは申請しないと記録されないため、ギネスブックには登録されていない）。主な役柄は『007』シリーズの殺し屋・ジョーズ役など。

## 概要
ミシガン州デトロイト生まれ。その後ロサンゼルスに移住した。12歳で既に現在の体格に達し、バスケットボールの無敵選手として学校で活躍していた。20歳のときウィリアム・コンラッドに認められ、コンラッド製作のTVドラマ『風雲クロンダイク』でデビュー。『ライフルマン』『アイ・スパイ』『事件記者コルチャック』等に出演し、1961年に映画界に進出する。俳優稼業のかたわら、不動産業も営む。
1977年、『007 私を愛したスパイ』にジョーズ役として起用される。1979年には『007 ムーンレイカー』にも続投。同じ殺し屋が同シリーズ二作に連続して登場し、尚且つボンドに殺されなかったのは、後にも先にもキールのみである。
1992年、自動車事故で頭部に負傷し、平衡感覚に影響が出たため、スクーターか車椅子を用いるようになった。
2014年9月10日、カリフォルニア州にて死去。74歳没。

## 主な出演作
- 幻の惑星 The Phantom Planet（1961）
- 名犬ラッシーの大冒険 Lassie's Great Adventure（1963）
- ロンゲスト・ヤード The Longest Yard（1974）
- バギーチェイス Flash and the Firecat（1976）
- 大陸横断超特急 Silver Streak（1976）
- 007 私を愛したスパイ The Spy Who Loved Me（1977）
- ナバロンの嵐 Force 10 from Navarone（1978）
- 007 ムーンレイカー Moonraker（1979）
- キャノンボール2 Cannonball Run II（1984）
- 皇帝密使 最佳拍檔女皇密令（1984）
- ペイルライダー　Pale Rider (1985)
- 俺は飛ばし屋/プロゴルファー・ギルHappy Gilmore（1996）
- GO!GO!ガジェット Inspector Gadget (1999)
- 塔の上のラプンツェル Tangled (2010)

## 参照
1. ↑  “Aaagh-aagh-7 ... Roger Moore takes the walk of pain while Jaws is in a wheelchair” (英語). デイリー・メール. (2007年10月12日) 2009年7月11日閲覧。
2. ↑  米俳優リチャード・キール氏死去＝００７で敵役 時事通信 2014年9月11日閲覧